# Filippo Alfieri Ossorio
Filippo Alfieri Ossorio (L'Aquila, 1634 – Fondi, 24 febbraio 1693) è stato un vescovo cattolico italiano.

## Biografia
Nato all'Aquila da famiglia nobile nel 1634, entrò nella carriera ecclesiastica. A seguito della morte del vescovo dell'Aquila Francisco Tello de León, il 18 febbraio 1662 diventò vicario capitolare della diocesi; mantenne l'incarico fino alla nomina a vescovo di Carlo de Angelis, avvenuta il 13 agosto 1663.
Diventato arcidiacono della cattedrale cittadina, il 1º aprile 1669 fu nominato vescovo di Fondi da papa Clemente IX e venne consacrato il 7 aprile dal cardinale Francesco Maria Brancaccio, con Stefano Brancaccio ed Emanuele Brancaccio come co-consacranti. Rimase in carica fino alla morte, avvenuta nel 1693.

## Genealogia episcopale
La genealogia episcopale è:
- Cardinale Guillaume d'Estouteville, O.S.B.Clun.
- Papa Sisto IV
- Papa Giulio II
- Cardinale Raffaele Riario
- Papa Leone X
- Papa Clemente VII
- Cardinale Antonio Sanseverino, O.S.Io.Hier.
- Cardinale Giovanni Michele Saraceni
- Papa Pio V
- Cardinale Innico d'Avalos d'Aragona, O.S.Iacobi
- Cardinale Scipione Gonzaga
- Patriarca Fabio Biondi
- Papa Urbano VIII
- Cardinale Cosimo de Torres
- Cardinale Francesco Maria Brancaccio
- Vescovo Filippo Alfieri Ossorio